# Thelyconychia aplomyioides
Thelyconychia aplomyioides là một loài ruồi trong họ Tachinidae.